# Monte Pisanino
Il monte Pisanino (Pizzo della Caranca) è la vetta più elevata delle Alpi Apuane; con i suoi 1946 metri si innalza nella provincia di Lucca, in Toscana.

## Descrizione

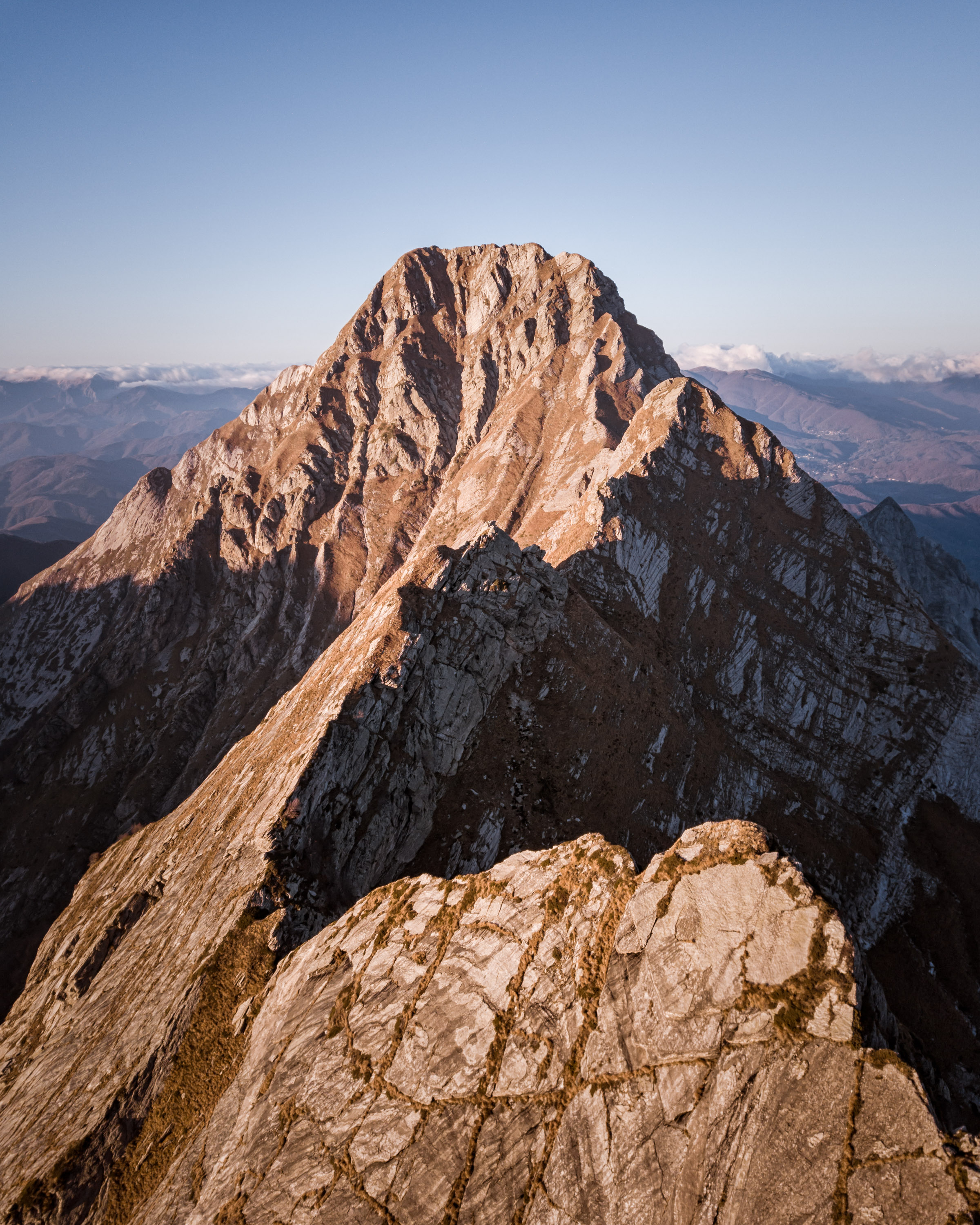
Veduta aerea da sud

Il Pisanino, insieme al Monte Prado situato in Garfagnana a nord-est di esso, è tra le montagne più alte appartenenti interamente alla Toscana. La vetta si trova nel comune di Minucciano.
La salita verso la cima, per la presenza di tratti in forte pendenza e scivolosi, è decisamente difficile e può essere affrontata solo da escursionisti esperti.
Su questa montagna insistono alcune cave di marmo, duramente criticate dal movimento No Cav.

## Storia
Secondo una leggenda, il monte si chiama Pisanino perché un principe pisano fuggì un tempo verso la Garfagnana. Qui trovò ospitalità presso un uomo e sua figlia, che si presero cura di lui. La ragazza si innamorò del giovane, il quale però, nonostante le sue cure, morì. Lo seppellirono poco distante dall'abitazione e la ragazza tutti i giorni andava a piangere sulla tomba. Ogni sua lacrima si trasformò in una pietra e in poco tempo si formò il più alto monte delle Apuane.
Il nome originario sarebbe però "Pizzo della Caranca".

## Curiosità
L'alpinista paralimpico Andrea Lanfri ha voluto dedicare il suo primo "From0to0" alla montagna più alta delle Apuane. Da zero a zero in 12 ore.
Il 26 settembre 2020 Lanfri parte dal lungomare di Lerici (La Spezia) in bicicletta e percorre i 60 chilometri fino al rifugio Val Serenaia, ai piedi del Pisanino. Qui lascia la bici, cambia la protesi e sale verso i 1946 metri della cima. Giunto in vetta, fa un altro cambio di protesi e torna a Lerici, questa volta correndo. (fonte: Gazzetta)